# James DeGale
James DeGale, né le 3 février 1986 à Hammersmith, Londres, est un boxeur anglais, désormais retraité.

## Carrière sportive

### Boxeur amateur
Médaillé de bronze aux Jeux du Commonwealth 2006, il se qualifie pour les Jeux olympiques de Pékin au premier tournoi qualificatif en battant Darren Sutherland 23-22. DeGale représente la Grande-Bretagne dans la compétition des poids moyens, remportant la médaille d'or. En quart de finale, il bat l'ancien champion olympique d'Athènes Bakhtiyar Artayev et en demi-finale l'irlandais Darren Sutherland (avant leur dernière rencontre, les deux boxeurs s'étaient déjà rencontré 5 fois, dont 4 victoires pour Sutherland). En finale, Degale remporte son combat face au cubain Emilio Correa, à qui les arbitres ont enlevé deux points dans le premier round pour avoir frappé l'épaule de DeGale.

#### Parcours auxJeux olympiques
Jeux olympiques d'été de 2008 à Pékin
- Bat Mohamed Hikal (Égypte) 13-4
- Bat Shawn Estrada (États-Unis) 11-5
- Bat Bakhtiyar Artayev (Kazakhstan) 8-3
- Bat Darren Sutherland (Irlande) 10-3
- Bat Emilio Correa (Cuba) 16-14

### Boxeur professionnel
Le boxeur anglais passe professionnel l'année suivante et s'empare du titre de champion d'Angleterre des super-moyens par arrêt de l'arbitre au 9e round face à Paul Smith. Battu par George Grooves le 21 mai 2011, il s'empare néanmoins du titre européen EBU de la catégorie le 15 octobre 2011 aux dépens du polonais Piotr Wilczewski, titre qu'il conserve le 21 avril 2012 en battant au 4e round l'italien Cristian Sanavia.
Le 23 mai 2015, DeGale remporte le titre vacant de champion du monde des poids super-moyens IBF après sa victoire aux points contre l'américain Andre Dirrell à Boston devenant ainsi le premier boxeur britannique à la fois champion olympique et champion du monde de boxe professionnelle. Il conserve son titre le 28 novembre 2015 en battant aux points l'ancien champion de la catégorie Lucian Bute puis le 30 avril 2016, également aux points, Rogelio Medina.
Le 14 janvier 2017, il fait match nul contre Badou Jack, champion WBC de la catégorie, puis s'incline aux points face à l'américain Caleb Truax le 9 décembre 2017. Il remporte toutefois le combat revanche  organisé à Las Vegas le 7 avril 2018 mais laisse son titre vacant le 4 juillet suivant.

### Fin de carrière
Battu pour le titre vacant IBO des super-moyens en février 2019, James DeGale annonce sa retraite sportive le 28 février 2019, à l'âge de trente-trois ans.